# 青梅線
青梅線（おうめせん）は、東京都立川市の立川駅から西多摩郡奥多摩町の奥多摩駅を結ぶ東日本旅客鉄道（JR東日本）の鉄道路線（幹線）である。駅ナンバリングで使われる路線記号はJC。ラインカラーは中央線と共通のオレンジバーミリオン（■）が使用されている。青梅駅 - 奥多摩駅間には「東京アドベンチャーライン」という愛称が付けられている。
東京都下多摩地域の北西部を走る。青梅駅以東では中央線電車の乗り入れが多く、東京都区部への通勤輸送の一角を担っている。一方、奥多摩地区への観光路線としての性格も併せ持つ。全線で多摩川左岸に沿って走り、多摩川本流を横断することはない。

## 路線データ
- 路線距離（営業キロ）：
  - 東日本旅客鉄道（第一種鉄道事業者）： 立川駅 - 奥多摩駅間 37.2 km[2]
  - 日本貨物鉄道（第二種鉄道事業者）： 立川駅 - 拝島駅間 6.9 km
- 軌間：1,067 mm
- 駅数：25（起点駅含む）[2]
  - 青梅線所属駅に限定する場合、中央本線所属の立川駅[3]が除外された24駅となる。なお、八高線・五日市線と接続する拝島駅は青梅線所属駅である。
- 三線区間：立川駅 - 西立川駅間 1.9 km（うち1線は青梅短絡線）
- 複線区間：西立川駅 - 東青梅駅手前間 17.2 km
- 電化区間：全線（直流1,500 V）
- 閉塞方式：複線自動閉塞式（右記以外）、単線自動閉塞式（東青梅駅以西および青梅短絡線）
- 保安装置：ATS-P
- 運転指令所：
  - 立川駅 - 青梅駅間 東京総合指令室 (ATOS)
  - 青梅駅 - 奥多摩駅間 八王子指令室

全線がJR東日本八王子支社の管轄である。全区間が旅客営業規則の定める「東京近郊区間」「電車特定区間」およびIC乗車カード「Suica」の首都圏エリアに含まれている。

## 歴史
立川駅 - 御嶽駅間は青梅電気鉄道が敷設した私鉄だったが、戦時買収により国有化された。また、御嶽駅 - 氷川駅（現：奥多摩駅）間は奥多摩電気鉄道が建設中の未成線が同時に買収され、国有鉄道として開業した区間である。奥多摩電気鉄道は奥多摩工業と社名を変更し、石灰石の採掘・運送会社として現存している。
国有化後、法人としての青梅電気鉄道はいったん解散を決議したが、実際は解散しなかった。そして買収路線復帰運動の際に受け皿会社として活動を再開した。しかし路線が再び同社の手に戻ることはなく、清算会社としてしばらく存続した後に1995年（平成7年）に解散している。
青梅電気鉄道が第二次世界大戦前に兼営していた路線バス事業は、子会社であった奥多摩振興（現：西東京バス）に移管された。奥多摩振興は西東京バス青梅営業所の母体となった会社であり、西東京バスが成立する際は奥多摩振興が存続会社となって3社（奥多摩振興のほか、高尾自動車、五王自動車）が合併した。青梅線沿線では、現在も西東京バスの路線が運行されている。また青梅市内の青梅駅 - 御嶽駅間では、青梅線にほぼ並行する形で都営バス青梅支所の路線が運行されている。
国鉄分割民営化によりJR東日本の路線となってからは、イギリスから輸入したクリップ式枕木（レールをボルトではなくクリップで留める）や、利用客が遠隔センターと通信回線を通じて会話する方式の無人式指定券自動券売機「もしもし券売機Kaeruくん」など、新システムの先行導入テストが行われることが多い。

### 青梅鉄道・青梅電気鉄道
- 1892年（明治25年）6月21日：青梅鉄道に対し鉄道敷設免許状下付（北多摩郡立川村-西多摩郡青梅町間）[8]。
- 1894年（明治27年）11月19日：青梅鉄道 立川駅 - 青梅駅間（11M40C≒18.51km）が開業[9]。全線軌間762mm。拝島駅、福生駅、羽村駅、小作駅、青梅駅が開業。
- 1895年（明治28年）12月28日：青梅駅 - 日向和田駅間（1M40C≒2.41km）が貨物線として延伸開業。貨物駅として日向和田駅が開業[10]。
- 1898年（明治31年）3月10日：青梅駅 - 日向和田駅間の旅客営業開始[11]。
- 1902年（明治35年）11月12日：営業距離をマイル・チェーン表記からマイル表記のみに簡略化（13M0C→13.0M）。
- 1908年（明治41年）
  - 2月18日：全線の軌間を762mmから1067mmに改軌[11]。
  - 5月16日：中神駅の営業開始[12]。
  - 7月19日：中神駅が営業開始と届出[13]。
- 1911年（明治44年）2月16日：軽便鉄道指定[14]
- 1914年（大正3年）
  - 4月1日：日向和田駅が移転、改マイル（+0.2M≒0.32km）。貨物駅として宮ノ平駅が開業[15]。
  - 11月6日：鉄道免許状下付（西多摩郡青梅町-同郡三田村間）[16]
- 1917年（大正6年）10月5日：小作駅 - 青梅駅間に浅野セメント専用鉄道と接続する師岡聯絡所が開業[11]。
- 1920年（大正9年）
  - 1月1日：日向和田駅 - 二俣尾駅間（1.4M≒2.25km）が延伸開業。二俣尾駅が開業[17]。
  - 9月23日：貨物支線 立川駅 - 上古新田駅間が開業。上古新田荷扱所が開業。
- 1922年（大正11年）6月23日：浅野セメントの採掘が終了し、専用鉄道が廃止されたため、師岡聯絡所が廃止[11]。
- 1923年（大正12年）
  - 4月1日：宮ノ平駅の旅客営業開始[18]。
  - 4月25日：立川駅 - 二俣尾駅間が電化（直流1200V）[11]。
- 1926年（大正15年）5月1日：鉄道免許状下付（西多摩郡福生村-同郡西多摩村間）[19]
- 1927年（昭和2年）
  - 2月9日：貨物支線 福生駅 - 河岸積込所間（1.2M≒1.93km）が開業。貨物取り扱いの河岸積込所が開業[20]。
  - 2月20日：河辺駅が開業。
  - 6月15日：鉄道免許状下付（西多摩郡三田村二俣尾-同郡同村横尾間）[21]
- 1928年（昭和3年）10月13日：楽々園停留場（現在の石神前駅）が開業。
- 1929年（昭和4年）
  - 5月3日：青梅電気鉄道に社名変更[22][23]。
  - 5月20日：鉄道免許状下付（貨物線 北多摩郡立川町大字上古新田-同郡同町大字中古新田間）[24]。
  - 9月1日：二俣尾駅 - 御嶽駅間（2.2M≒3.54km）が延伸開業（当初から電化）。軍畑停留場（現在の軍畑駅）、沢井駅、御嶽駅が開業[25]。
- 1930年（昭和5年）
  - 月日不明：全線の電圧を1200Vから1500Vに昇圧[11]。
  - 4月1日：営業距離をマイル表記からメートル表記に変更（立川駅 - 御嶽駅間 16.8M→27.2km、福生駅 - 河岸積込所間 1.2M→1.8km）。
  - 7月16日：西立川停留場が開業。
- 1931年（昭和6年）11月15日：貨物駅として西立川駅が開業。南武鉄道立川駅 - 西立川駅間の貨物連絡線（2.1km）が開業[11]。
- 1932年（昭和7年）10月1日：東青梅停留場（現在の東青梅駅）が開業。
- 1933年（昭和8年）11月21日：全線蒸気動力廃止認可[22]。
- 1935年（昭和10年）
  - 6月14日：立川駅 - 上古新田駅間（1.7km）および上古新田荷扱所が廃止。
  - 6月19日：西立川駅が西立川停留場と統合され、旅客営業を開始。
- 1938年（昭和13年）
  - 1月25日：昭和前仮停留場（現在の昭島駅）が開業。
  - 12月25日：昭和前仮停留場が昭和前駅に変更。
- 1940年（昭和15年）
  - 8月17日：南武鉄道の連絡線休止[11]。
  - 9月1日：休止中の南武鉄道連絡線の起点が立川駅から武蔵上ノ原駅に変更（-0.9km）。
- 1942年（昭和17年）7月1日：東中神停留場（現在の東中神駅）が開業。
- 1943年（昭和18年）3月1日：牛浜仮停留場（現在の牛浜駅）が開業。

### 国有化後
- 1944年（昭和19年）
  - 4月1日：青梅電気鉄道・奥多摩電気鉄道（未成）の鉄道線が国有化され青梅線になる[26]。停留場・仮停留場が駅に変更。楽々園停留場が三田村駅に、河岸積込所が福生河原駅に改称。立川駅 - 中神駅間が複線化。旧・南武鉄道の連絡線 武蔵上ノ原駅 - 西立川駅間（1.2km）が青梅線に編入され営業廃止（同年10月11日営業廃止の五日市線立川駅 - 武蔵上ノ原駅間とともに廃止後も渡り線として存置され青梅短絡線を形成）[11]。
  - 7月1日：御嶽駅 - 氷川駅（現在の奥多摩駅）間（10.0km）が延伸開業し全通。川井駅、古里駅、鳩ノ巣駅、白丸駅、氷川駅が新設[27]。
- 1946年（昭和21年）5月15日：中神駅 - 拝島駅間が複線化[11]。
- 1947年（昭和22年）3月1日：三田村駅が石神前駅に改称。
- 1949年（昭和24年）6月27日：朝に青梅駅→東京駅間（上りのみ）で直通列車運転開始[6]。
- 1950年（昭和25年）10月1日：夕方に東京駅→青梅駅間（下り）で直通列車運転開始。
- 1952年（昭和27年）2月19日：早朝、小作駅構内に留置されていた貨車4両が突然動き出し、下り勾配を福生駅まで暴走。引き込み線に停車中の貨車に激突、大破する事故が発生（青梅事件）[6]。
- 1959年（昭和34年）
  - 10月1日：昭和前駅が昭島駅に改称。
  - 12月10日：貨物支線 福生駅 - 福生河原駅間（1.8km）が廃止[6]。福生河原駅が廃止。
- 1961年（昭和36年）
  - 3月28日：拝島駅 - 福生駅間が複線化。
  - 12月12日：福生駅 - 小作駅間が複線化。
- 1962年（昭和37年）5月7日：小作駅 - 東青梅駅間が複線化。
- 1967年（昭和42年）10月1日：東川井信号場が開業。
- 1971年（昭和46年）2月1日：氷川駅が奥多摩駅に改称[6]。全線に列車集中制御装置 (CTC) が導入。
- 1976年（昭和51年）11月25日：103系運行開始[6]。
- 1978年（昭和53年）3月29日：クモハ40・72系のさよなら運転が実施される[6]。
- 1982年（昭和57年）11月15日：中央線直通列車で201系が運行開始[6]。

### 民営化以降
- 1987年（昭和62年）4月1日：国鉄分割民営化により東日本旅客鉄道（JR東日本）が継承[6]。日本貨物鉄道（JR貨物）が全線の第二種鉄道事業者となる[6]。
- 1988年（昭和63年）
  - 8月24日：八王子駅 - 奥多摩駅間でトロッコ列車「冒険王」を運転[6]。
  - 12月1日：東京駅 - 青梅駅間で「青梅特快」を運転開始[6]。
- 1991年（平成3年）3月16日：新宿駅 - 青梅駅間で「おはようライナー青梅」「ホームライナー青梅」が運転開始[6]（車両は当初183系6両編成で、後に9両編成に変更）。
- 1995年（平成7年）10月：初めての特急列車「ホリデー特急奥多摩・鎌倉号」が185系で運転[6]。
- 1996年（平成8年）3月16日：八高線八王子駅 - 高麗川駅間の電化に伴い、立川駅まで209系3000番台や103系3000番台が乗り入れ（1999年11月に廃止[6]）。
- 1998年（平成10年）
  - 4月1日：JR東日本八王子支社の発足により、全線の管轄がこれまでの同社東京地域本社（現在の同社東京支社）から八王子支社に変更される。
  - 5月4日：八王子支社設立を記念して、八王子駅 - 青梅駅間でクモハ40形が運転[6]。
  - 8月13日[28]：石灰石輸送貨物列車がこの日限りで運転終了[6]。
- 1999年（平成11年）3月25日：JR貨物の第二種鉄道事業（拝島駅 - 奥多摩駅間 30.3km）が廃止[6]。
- 2000年（平成12年）5月27日：南武線川崎駅 - 奥多摩駅間で南武線と青梅線を直通運転をする快速「川崎-奥多摩ハイキング号」が運転[6]。
- 2001年（平成13年）
  - 3月20日：東川井信号場が廃止。
  - 8月4日：201系改造の展望型電車が営業運転開始[6]。11月に「四季彩」の愛称が付く[6]。
  - 8月22日 - 8月26日：165系パノラマエクスプレスアルプスのさよなら列車が立川駅 - 奥多摩駅間で運転。
  - 12月1日：「おはようライナー青梅」と「ホームライナー青梅」が「青梅ライナー」に改称。6両編成の一部を残し103系を一斉に201系（専用編成・総武線からの転入車）に置き換え[6]。
- 2002年（平成14年）
  - 4月13日：103系が、さよなら運転をもって運用終了[6][29]。
  - 7月1日：青梅ライナーがE257系に置き換え[29]。183系は6月29日の上りにて運用終了。
- 2004年（平成16年）
  - 7月4日：御嶽駅 - 奥多摩駅間の開業60周年を記念して、立川駅 - 奥多摩駅間で快速「奥多摩-御嶽60周年号」がDD51 842+12系客車+DE10 1705を使用して1往復運転[6]。
  - 11月21日：立川駅 - 青梅駅間の開業110周年を記念して、同区間で快速「立川 - 青梅110周年号」がDD51 842+旧形客車+DE10 1705を使用して1往復運転（本節末に写真）。
- 2005年（平成17年）
  - 5月8日：展望型電車「四季彩」外装リニューアルのため、一時運行中断。同年7月2日に新しいデザインで運行再開。
  - 9月5日：朝通勤時間帯の中央線快速直通上り列車（新宿駅着7:30 - 9:30）の先頭車両に女性専用車両が設定。
  - 11月12日 - 11月20日：トロッコ列車「びゅうコースター風っこ」2両を使用した臨時快速「風っこ奥多摩号」が青梅駅 - 奥多摩駅間で土曜・休日に2往復、全車指定席で運行される[30]（途中停車駅は御嶽駅のみ。本節末に写真）。
- 2006年（平成18年）
  - 11月25日：立川駅 - 奥多摩駅間で快速「青梅・奥多摩レトロ」号がDD51 842+旧形客車+DD51 895を使用して1往復運転（本節末に写真）。
  - 12月26日：中央線直通運用でE233系が立川駅 - 青梅駅間で営業運転開始。
- 2007年（平成19年）
  - 3月18日：全線で中央線編成のE233系運用開始。
    - 201系H編成の一部が、「東京方から4両+6両」から「東京方から6両+4両」に組み替えられ、E233系と共通運用されるように変更。組み替えを受けなかったグループは、分割・併合を行わないT編成として運用された。

  - 11月：青梅線専用編成のE233系の使用開始[6]（ただし、当面は分割のない6両編成のみ単独運用での運行[6]）。
- 2008年（平成20年）
  - 2月19日：201系青梅線専用編成を一斉にE233系に置き換え[6]。同日より4両編成も営業開始[6]。201系は3月まで6両編成3本が単独運用に残る。
  - 3月9日：青梅駅 - 奥多摩駅間 ATS-P使用開始。
  - 3月15日：青梅駅 - 奥多摩駅間のE233系でドアの半自動扱い開始（通年）。
- 2009年（平成21年）7月20日：展望型電車「四季彩」運転終了[6]。
- 2010年（平成22年）10月14日：201系の運用終了。
- 2011年（平成23年）7月23日：節電・空調効率向上のため、全駅でドアの半自動扱いを開始（ただし、立川駅では中央線との直通電車は自動、始発電車のみ半自動扱い）[報道 2]。
- 2016年（平成28年）3月26日：この日のダイヤ改正により、平日9時頃から14時頃にかけて、青梅駅 - 奥多摩駅間の運転間隔を改正前の30分間隔から45分間隔に変更[報道 3]。青梅線 西立川駅 - 青梅駅間、五日市線 拝島駅 - 武蔵五日市駅間が列車運行情報サービス「どこトレ」の案内路線に追加。
- 2017年（平成29年）
  - 2月14日：東京圏輸送管理システム（ATOS）を導入。
  - 3月31日：スマートフォンアプリ「JR東日本アプリ」での在線位置を提供開始[報道 4]。
- 2018年（平成30年）9月14日：青梅駅 - 奥多摩駅間に「東京アドベンチャーライン」という愛称を付ける[報道 1]。
- 2019年（平成31年）3月16日：「青梅ライナー」を廃止、特急「おうめ」（1日1往復）を新設[報道 5][31]。
- 2020年（令和2年）
  - 4月9日：新型コロナウイルス感染症対策のため、車内換気向上のため、12年ぶりに全線でドアの自動扱いを開始[報道 6]。
  - 11月28日 - 11月29日：牛浜駅ホーム延伸に向けた線路切替工事実施に伴い、夜間および早朝の全列車が拝島駅 - 青梅駅間で運休[報道 7]。
- 2022年（令和4年）
  - 3月12日：八高線・川越線のワンマン運転化に伴い、朝夕に計2往復が設定されていた八高線との直通運転を廃止。
  - 10月15日：グリーン車導入に伴う青梅駅ホーム延伸のための線路切替工事に伴い、河辺駅 - 日向和田駅間で終日運休とし、運休区間はバスによる代行輸送を実施[注釈 2][報道 8]。青梅特快・ホリデー快速おくたまは東京駅・新宿駅 - 河辺駅間のみ（ホリデー快速は河辺駅に臨時停車）の運転となった。
- 2023年（令和5年）
  - 1月28日：東京アドベンチャーライン区間（青梅駅 - 奥多摩駅間）で、四季ごとに絵柄を変えるラッピング列車の運行を開始（3月18日ダイヤ改正以降は同区間の全列車をラッピング列車化）[新聞 1]。
  - 3月18日：青梅駅 - 奥多摩駅間でワンマン運転を開始[報道 9]。ダイヤ改正により青梅駅を跨いで運転する定期列車が消滅。
  - 5月13日：東青梅駅線路切替工事に伴い、同日夜より終電まで河辺駅 - 青梅駅間で運休[報道 10]。
- 2024年（令和6年）10月13日：立川駅 - 青梅駅間で2階建てグリーン車2両を連結した12両編成の運転を開始。2025年春まで「グリーン車お試し期間」としてグリーン車をグリーン料金不要の普通車として開放[報道 11]。
- 2025年（令和7年）3月15日：立川駅 - 青梅駅間でグリーン車サービス開始[報道 11]。特急「おうめ」廃止[報道 12]。
- 2026年（令和8年）7月1日（予定）：支社制から事業本部制への再編に伴い、それまでの八王子支社の管轄から、立川駅 - 西立川駅間を立川事業本部、東中神駅 - 奥多摩駅間を八王子事業本部の管轄とする[報道 13]。

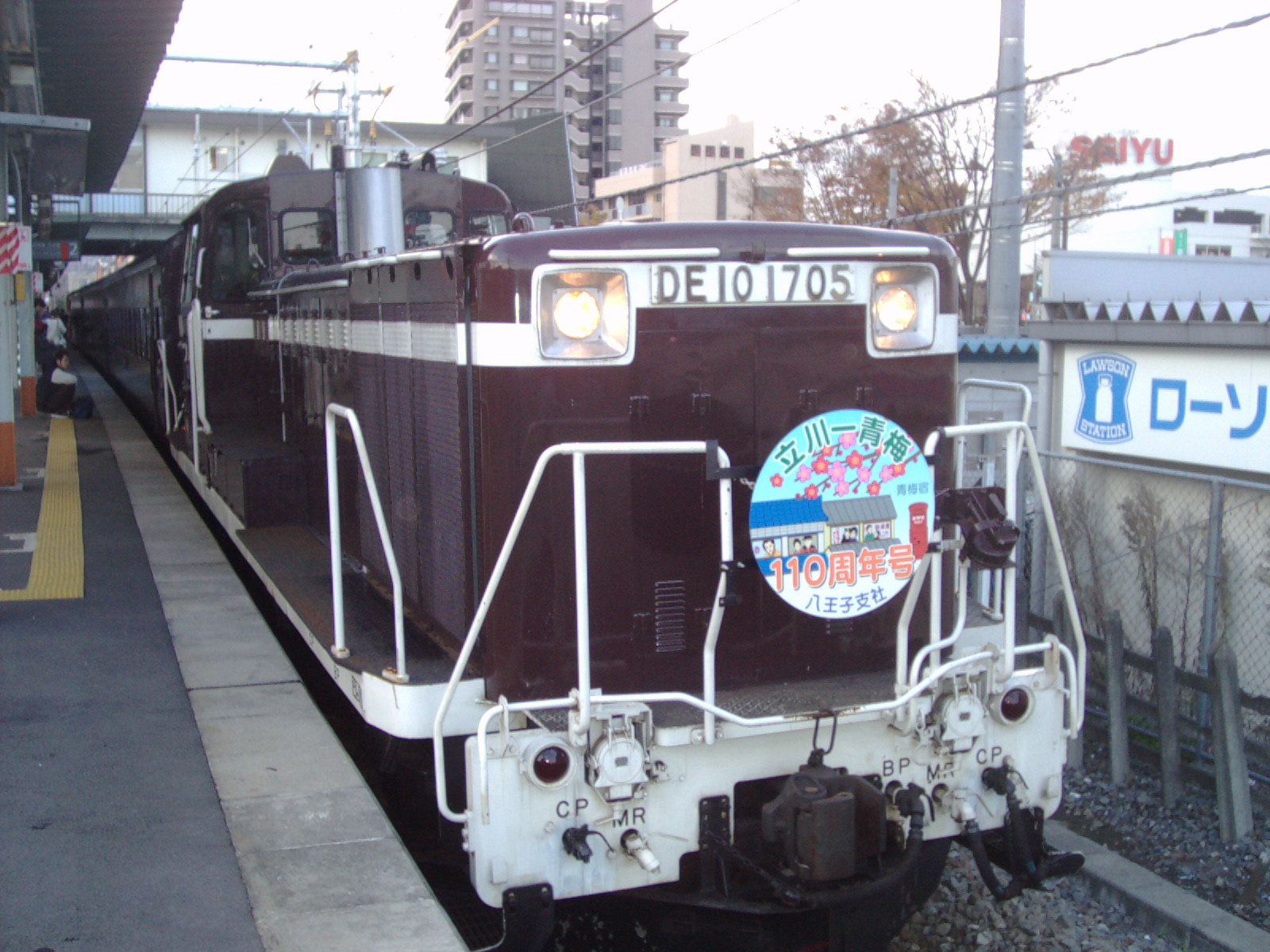
快速「立川 - 青梅110周年号」
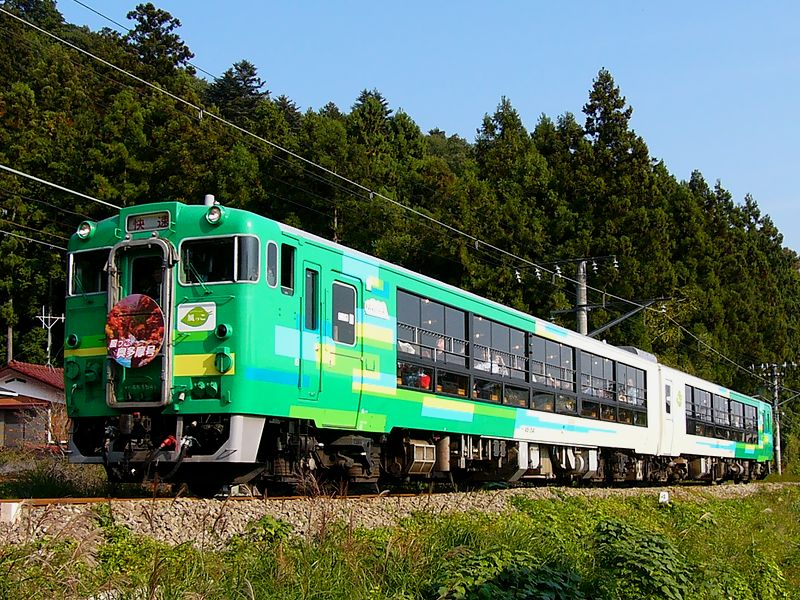
臨時快速「風っこ奥多摩号」
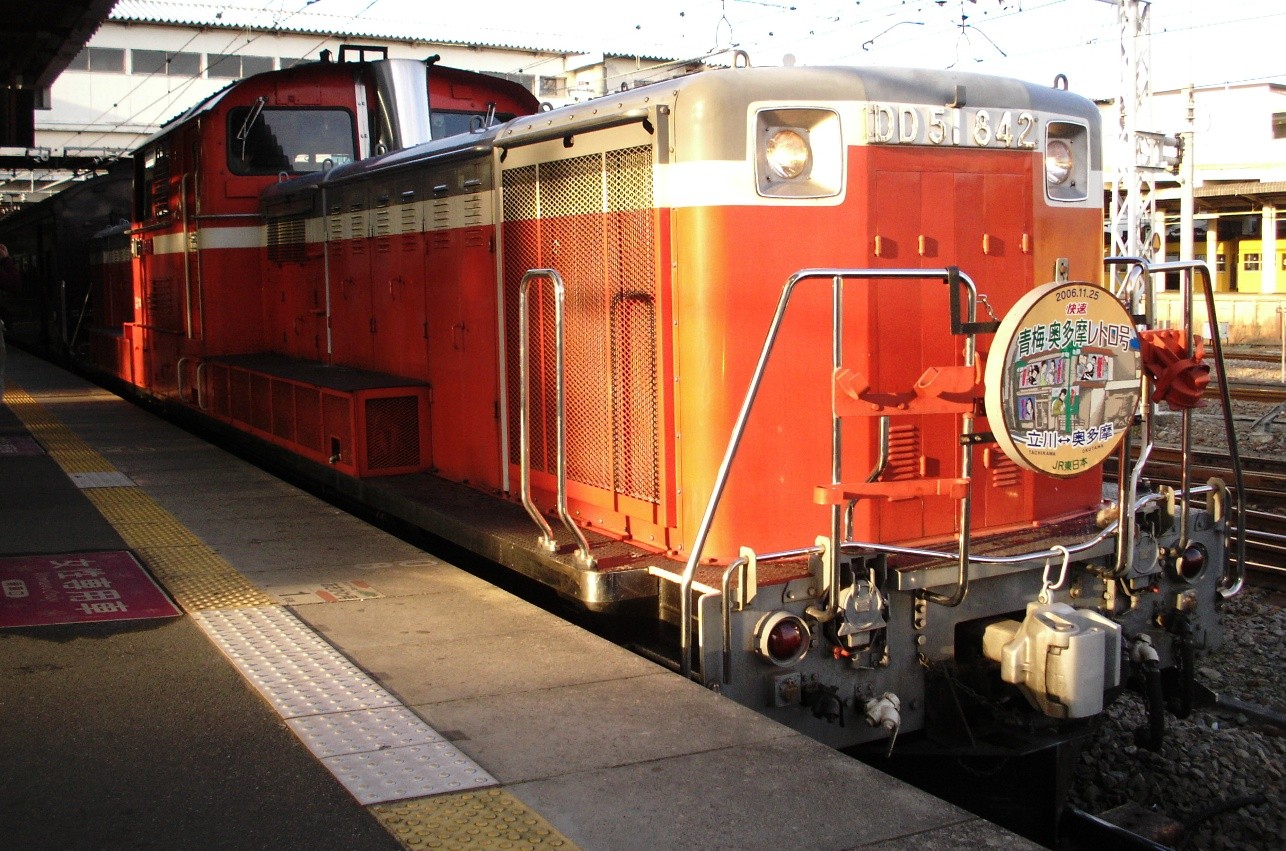
快速「青梅・奥多摩レトロ号」

### 青梅短絡線
五日市鉄道の拝島駅 - 立川駅間の旅客線の一部と、ともに浅野財閥系列であった青梅電気鉄道と南武鉄道を立川駅において国鉄を介さずに貨物列車を直通させるために敷設したものである。連絡線自体は、当初五日市鉄道が建設しようとしたが、申請した敷設免許がなかなか交付されず、結局は南武鉄道が完成させた。
- 1930年（昭和5年）7月13日：五日市鉄道が、立川駅 - 武蔵上ノ原駅間（0.8km）を立川駅 - 拝島駅間の旅客線の一部として開業。
- 1931年（昭和6年）11月15日：南武鉄道貨物支線 立川駅 - 武蔵上ノ原駅 - 西立川駅間（2.1km）が開業[11]（立川駅 - 武蔵上ノ原駅間（0.9km）は五日市鉄道との二重線籍）。
- 1940年（昭和15年）
  - 8月17日：南武鉄道貨物支線休止[11]。
  - 9月1日：休止中の南武鉄道貨物支線の起点を立川駅から武蔵上ノ原駅に変更（-0.9km）。
  - 10月3日：五日市鉄道は南武鉄道に合併し、同社の五日市線となる。
- 1944年（昭和19年）
  - 4月1日：国により買収・国有化され立川駅 - 武蔵上ノ原駅間（0.8km）は五日市線となる。休止中の貨物支線、武蔵上ノ原 - 西立川間（1.2km）は青梅線に編入されたうえで、（営業）廃止。
  - 10月11日：五日市線の立川駅 - 武蔵上ノ原駅 - 拝島駅間を不要不急路線として休止（実質廃止）。ただし、立川駅 - 武蔵上ノ原駅間は青梅線の渡り線として存続され、立川駅 - 武蔵上ノ原駅（廃止） - 西立川駅間という現在の「青梅短絡線」の形ができ上がる。
- 1950年（昭和25年）10月1日：夕方に東京駅→青梅駅間（下り）で直通電車運転開始。
- 1987年（昭和62年）4月1日：国鉄分割民営化によりJR東日本が継承。JR貨物が第2種鉄道事業者となる[6]。
- 1998年（平成10年）8月13日：石灰石輸送貨物列車がこの日限りで運転終了[6]。

## 運行形態
立川駅 - 青梅駅間は日中時間帯で1時間に5本程度運行されており、五日市線武蔵五日市からの列車が乗り入れてくる拝島駅 → 立川駅間の朝ラッシュ時の最短運転間隔は約2分である。立川駅 - 青梅駅間ではE233系による10両編成または12両編成での運転が基本である。このうち一部の下り列車に、河辺駅・拝島駅で折り返し上りとなるものや留置線に出入りする列車がある。
2015年3月14日のダイヤ改正では、平日ダイヤの朝夕1 - 2本が立川駅発着から東京駅発着へ延長運転され、五日市線とともに1日の運転本数が見直された（青梅線は朝夕。五日市線は日中）。
青梅駅 - 奥多摩駅間は日中約45分間隔（土曜・休日は30分間隔）で運行されており、青梅・五日市線用「青」編成またはH編成の4両編成が使用されている。一部は御嶽駅折り返しの列車も設定されている。
103系が運転されていた2002年頃までは全線を直通する4両編成も多かったが、現在は全列車が青梅駅で運転系統が分離されており、立川駅 - 青梅駅間では10・12両編成が基本となった。
青梅線はかつてより青梅駅を境に輸送量に大きな差があり、運行形態も年を追うごとに青梅駅でほぼ分離されるようになったが、2022年時点のダイヤでは、朝方には平日・土休日ともに、上りは奥多摩駅ないし御嶽駅から、立川駅・東京駅まで直通運転する列車があった。ただし奥多摩駅発の東京行きは平日が5・6時台に2本、土休日は6時台に1本のみの運行となっていた。輸送量の多い東側の区間のうち、立川駅 - 東青梅駅間は複線だが、東青梅駅 - 青梅駅間は単線のままである。また、青梅駅も留置線を除くと2面3線と、運転系統を分離している駅としては小規模であり、運転本数やダイヤの設定における制約となっている。このため、一部下り列車には一駅先の宮ノ平駅で折り返すものもある（青梅駅 - 宮ノ平駅間は上下とも回送）。東青梅駅 - 青梅駅間の複線化は青梅市がJRに要望しているものの、実現のめどは立っていない。
青梅駅以西は2016年3月のダイヤ改正で平日昼間の運転本数が削減された。それによる観光・生活への悪影響を懸念する青梅市などが便数維持を求める要望書を提出したが、2018年3月のダイヤ改正でも減便された。2018年3月の減便計画について、JR東日本八王子支社は「極めて低調な利用状況に合わせて決めた」とコメントしている。
一方で、JR東日本八王子支社は2018年7月から、沿線の豊かな自然を象徴するイラスト（ムササビ、鳥、昆虫等）を描いたラッピング列車を運行するなど、観光・行楽需要の開拓を含めた利用促進に努めている。また、その取り組みの一環として青梅駅 - 奥多摩駅間に2018年9月14日、「東京アドベンチャーライン」の愛称が付けられた。

### 中央線直通
立川駅 - 青梅駅間では中央線直通列車が多く運行されており、終日にわたって設定されている。正式な列車種別は上下線とも中央線と共通で、上り列車は青梅線内でも中央線内の列車種別で案内がなされる。
直通する列車は快速のほか、日中の青梅特快・朝ラッシュ時の上り通勤特快・夕ラッシュ時の下り通勤快速がある。日中の1時間に5本のうち、青梅特快1本・快速2本の3本が中央線へ直通する。2015年3月14日のダイヤ改正で、平日の朝に新たに2本と夕方に1本が東京駅発着となった。奥多摩駅と中央線を直通する列車は、2023年3月18日のダイヤ改正以前は、定期列車で朝に奥多摩発東京行きの快速が平日に2本、土休日に1本設定されていたほか、特別快速「ホリデー快速おくたま」が土休日に3往復、武蔵五日市駅発着の特別快速「ホリデー快速あきがわ」を東京駅 - 拝島駅間で併結して運転されていた。
このほか平日には、2019年3月16日のダイヤ改正で新設された特急「おうめ」が、それまで運転されていた「青梅ライナー」に代わって、朝に上り青梅駅発東京駅行き、夜に下り東京駅発青梅駅行きが1本ずつ運転されていたが、2025年3月15日のダイヤ改正で廃止された。
かつては、平日に2往復、土休日に1往復、当路線を経由して中央線と五日市線・八高線を直通する列車が設定されており、拝島駅で五日市線直通の東京寄りの6両（1 - 6号車）と、八高線直通の青梅寄りの4両（7 - 10号車）の連結・切り離しを行っていた。また、土休日下りには青梅駅行きと武蔵五日市駅行きの併結直通列車が設定されており、この列車については東京方6両が青梅行き、青梅方4両が五日市線直通武蔵五日市駅行きとなっていた。しかし、2022年3月12日のダイヤ改正により、当路線を経由して中央線と五日市線・八高線を直通する列車は全て廃止された。
乗客は中央線直通列車（特に青梅特快）に集中する傾向がみられる。また、当路線や中央線で人身事故や設備トラブルが生じた場合は直通運転を打ち切る場合が多い。立川駅では上りは中央線と青梅線からの直通列車の同時到着が可能だが、下りはポイントの関係上、中央線と青梅短絡線を経由する青梅線直通列車の同時発車ができないなどの制約がある。
2023年3月のダイヤ改正により、中央快速線のグリーン車導入に伴い、青梅駅 - 奥多摩駅間はワンマン運転4両編成のみとして、中央線東京・新宿方面からの直通運転（「ホリデー快速おくたま」を含む）も青梅駅までに短縮。また青梅駅 - 奥多摩駅間の「ホリデー快速おくたま」も、この区間運転のみの臨時列車に格下げされる。また青梅駅と河辺駅の両駅では、ホームを新設して中央線東京・新宿方面との直通列車は青梅駅までに短縮の上で、平日は上り18本・下り17本、休日（土曜・日曜・祝日）はそれぞれ21本・19本に増発される。

#### 女性専用車
平日朝7時30分 - 9時30分に新宿駅を発着する上り中央線直通の通勤特快・快速の進行方向先頭車両（1号車）で女性専用車が実施される。青梅線内の実施区間は立川駅 - 青梅駅間。かつては全線で行われていたが、2007年3月18日改正から6両編成と4両編成の位置が入れ替わったことにより、7 - 10号車のみが運転される青梅駅 - 奥多摩駅間では廃止された。なお青梅・五日市線専用の「青」編成は、通常中央線内で営業運転することはないが、仕様は中央線のH編成とほぼ同一なため、立川方1両（1号車）は女性専用車仕様になっていて、「この車両は、平日／上り新宿駅に7：30 - 9：30に発着する東京駅行きの電車で、女性専用となります」のステッカーがあり、網棚の位置も低いなどの特徴がある。ただし青梅線・五日市線内でのみ運転を完結する列車は、編成種別にかかわらず、女性専用車としては運転しない。
中央線・青梅線立川駅 - 青梅駅間では2025年よりグリーン車導入が予告されているが、女性専用車の取り扱いについては未定。

### 臨時列車
青梅線は、青梅鉄道・青梅電気鉄道として開業当初はナローゲージを採用した関係で中央本線との列車・車両の直通ができなかったが、改軌・電化された昭和10年代には観光用の臨時列車として直通列車が運行されたとされ、この列車は現在のホリデー快速「おくたま」「あきがわ」に通ずるものとされている。なお、「おくたま」「あきがわ」とともに運転されていた御嶽駅発着のホリデー快速「みたけ」は2001年を最後に運転されていないが、冬季減便はなくなり、ホリデー快速は年間を通じ土休日に3往復が走っている。
国鉄分割民営化後は東京都内・首都圏で、JR東日本は管内にある観光地の一つとして積極的なPRや列車運行を行っており、特に観光客の減少する毎年秋から春にかけて、八王子支社では「東京のふるさと 青梅・五日市線の旅」と称するキャンペーンを重点的に繰り広げている。とりわけ観光色の濃い青梅駅以西では、2001年から201系展望型電車「四季彩」がこの区間を基本に運行されていたが、201系の全廃とともに2009年7月20日をもって運行を終了した。
毎年1月1日未明には武蔵御嶽神社初詣のために、立川駅 - 御嶽駅間で約50分間隔の終夜運転が行われる。この列車は青梅駅 - 御嶽駅間で途中無停車の快速運転を行う。

### 貨物輸送
日本貨物鉄道（JR貨物）が第二種鉄道事業者となっている立川駅 - 拝島駅間で、臨時貨物列車が運行されている。
拝島駅最寄りの在日米軍横田基地向けの石油（ジェット燃料）輸送が行われており、安善駅と拝島駅の間を、南武線と青梅短絡線経由で結ぶ専用貨物列車が基本的には1週間に2日程度、EF65形やEF210形などの電気機関車牽引で運行されている（火曜日と木曜日の運行が多い）。なお、在日米軍所有の横田基地線は非電化単線のため、同線牽引のためのDD200形ディーゼル機関車も、単機で立川駅 - 拝島駅間を貨物列車の入線日に合わせて走行する。2014年3月ダイヤ改正で武蔵野貨物線へ一部経路変更後、運転頻度が多くなり、特に7月以降は月曜から金曜の平日（休日含む）のうち、3日以上、週によっては毎平日運転されるようになっている。
奥多摩地区で採掘される石灰石輸送も全線で長らく行われていたが、1998年（平成10年）8月までに全て廃止され、トラック輸送に切り替えられた。

## 青梅短絡線

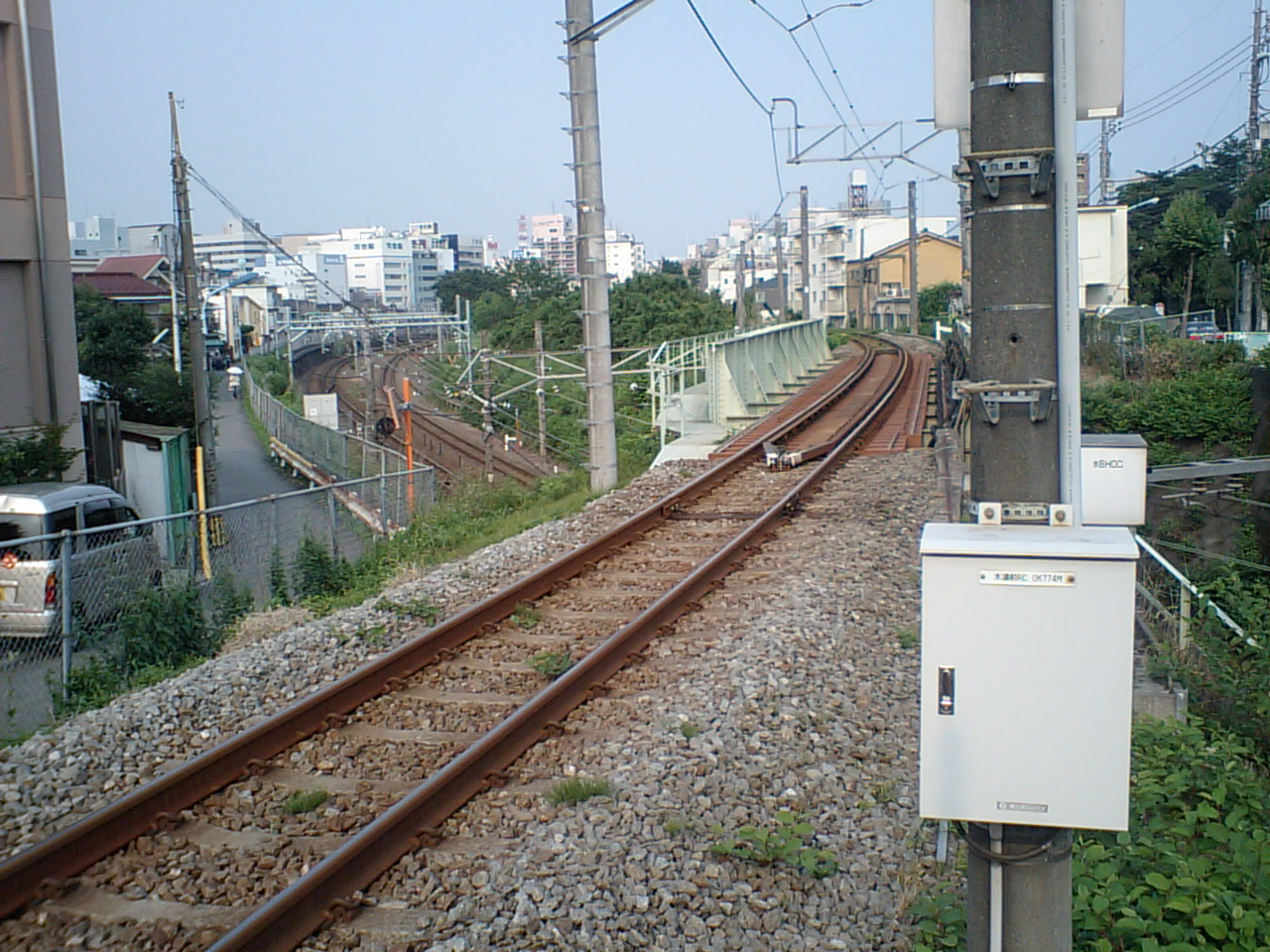
立川市富士見町、水道前踏切付近。下が中央線。（2009年6月）

立川駅以西の中央線と平面交差せずに同線下り線および南武線が青梅線と連絡するために立川駅から西立川駅まで連絡線が設置されている。営業キロは設定されておらず、時刻表にも載っていない。青梅線の渡り線の扱いで、「青梅連絡線」や、JRでは「青梅第三線」と呼称されていたが、現在では「青梅短絡線」が正式名称である。「短絡線」と呼ばれているが、本線より約200m遠回りである。

### 走行列車
青梅短絡線を運行する列車は主に、中央線と青梅線を直通運転する下り列車、および南武線と青梅線の直通列車（「ホリデー快速湘南号」等の臨時列車や貨物列車）である。青梅線の線内列車は基本的にこの線路を運行しないが、早朝の一部列車に豊田車両センターからの送り込みの関係で立川駅の4・5番線から発車するものがあり、その列車についてはこの線路を運行する。
貨物列車としては、在日米軍横田基地への航空機燃料輸送のための専用貨物列車（輸送区間は安善駅 - 拝島駅間で鶴見線・南武線浜川崎支線・尻手短絡線・武蔵野貨物線・南武線・青梅線経由）が週に数回運行されている。また、かつて浜川崎駅 - 奥多摩駅間で運行されていた石灰石輸送の専用貨物列車もこの短絡線を利用していた。

## 使用車両

### 現在の使用車両
E233系青編成（青梅・五日市線専用編成）を除き、中央線（T編成、H編成）と共通の運用となっている。なお、青編成も代走として中央線との運用に就く場合もある。E233系東京アドベンチャーラインラッピング車両は通常、青梅線立川駅 - 奥多摩駅間（および豊田車両センターからの送り込みで中央本線立川駅 - 豊田駅間）のみの運転だが、2020年10月 - 11月の2か月間のみ、中央線快速、五日市線等でも運転され、2021年も同期間に実施されている。
- E233系0番台（豊田車両センター所属）青梅特快や各駅停車に使用される。

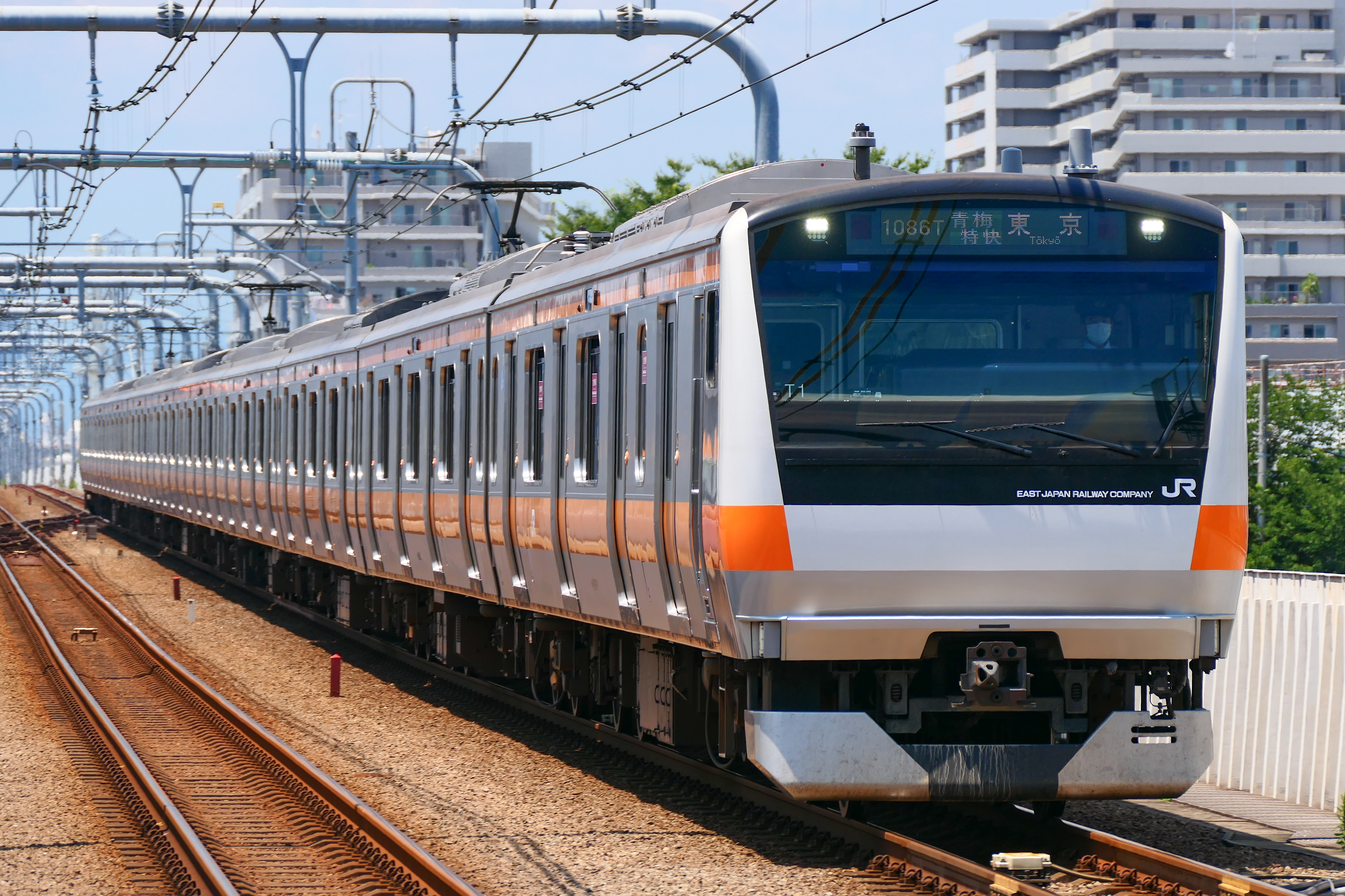
E233系0番台T編成 （2022年6月30日 武蔵境駅）
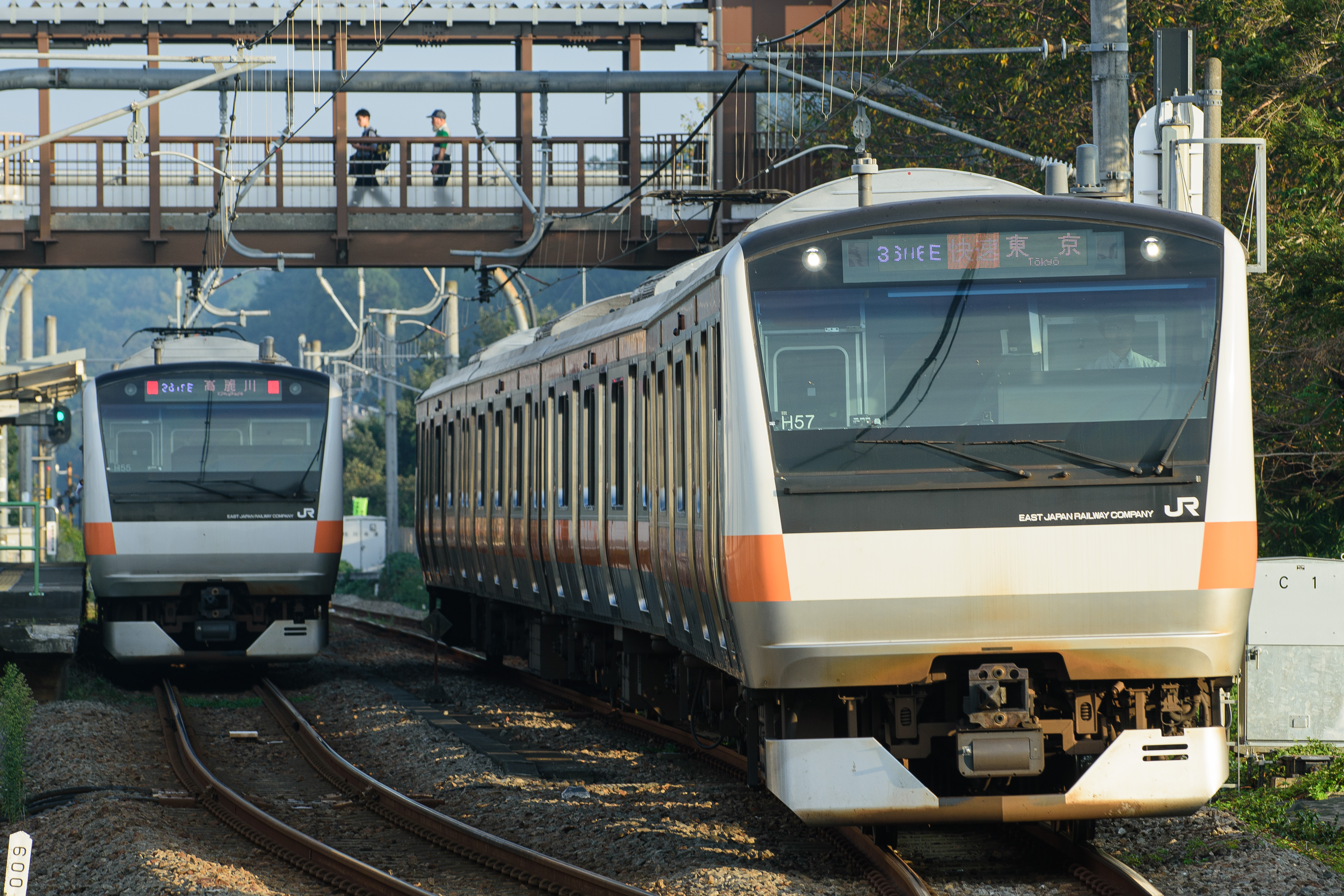
E233系0番台H編成 （2019年9月30日 金子駅）
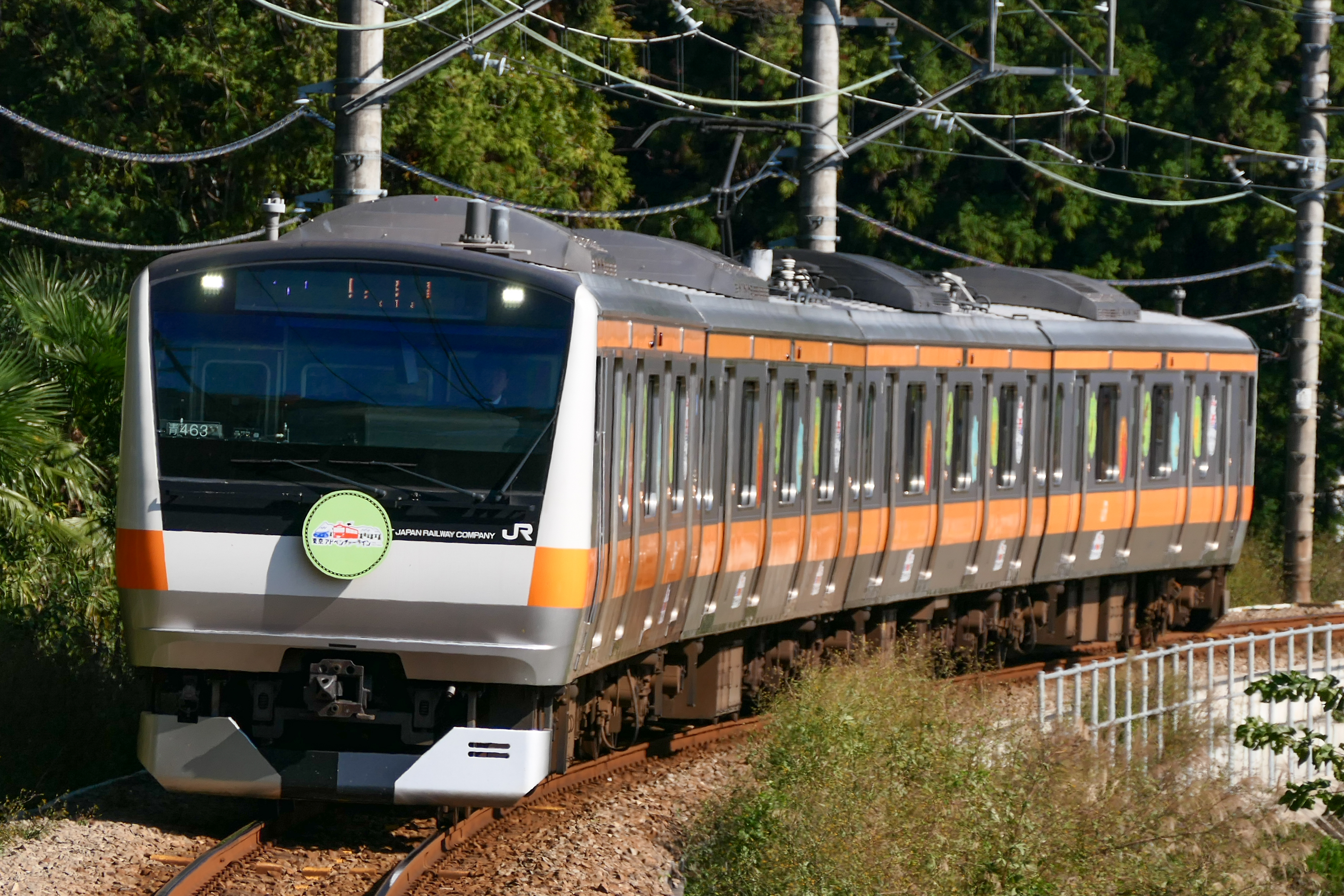
E233系0番台青編成 （2019年11月6日 青梅駅 - 宮ノ平駅間）

### 過去の使用車両
- 209系1000番台
- E257系電車：2002年7月1日[29] - 2019年3月15日
  - 「青梅ライナー」で使用。
- E353系（松本車両センター所属）
  - 特急「おうめ」で使用。
- 201系電車：1982年11月15日 - 2010年10月14日
  - 中央線からの直通列車としての運用が主体であったが、線内運用についても、2001年以降に中央・総武緩行線で使用された201系が青梅線や五日市線、京葉線に転属し、103系を置き換えた。中央線の編成と違って、先頭に種別表示器を掲出していない。そのため、中央線の201系と青梅線・五日市線内専用の201系の双方が走る光景が見られたが、2007年3月17日からE233系の青梅線・五日市線内専用編成の運用が始まると青梅線・五日市線内専用の201系は順次置き換えられて、2008年3月26日に青梅線と五日市線での運用を終了した。その後は中央線直通電車のみの運用となっていたが、2010年10月14日で定期運用を終了し、青梅線での営業運転を終えた。なお、五日市線への乗り入れは2008年3月以降はなかった。
- 103系電車：1976年11月25日 - 2002年4月13日[29]
  - 中央・総武緩行線で走っていた201系が導入されたため、2002年3月7日で運用を終了し、4月13日に「さよなら運転」が行われた[29]。オレンジバーミリオン以外にも、スカイブルー・ウグイス・イエロー・エメラルドグリーンの車体色の車両も走っていた。
- 209系3000番台： 1996年3月16日 - 1999年12月3日
  - 過去に2往復設定されていた八高線からの直通列車で使用されていた。
- 101系電車： 1959年11月9日[36] - 1986年9月19日
- クモハ40形・72系電車： - 1978年3月29日
- 50系電車・31系電車・30系電車
- 青梅電気鉄道の社形電車
- 189系電車：- 2017年
  - 臨時快速「ホリデー快速あたみ号」「鎌倉紅葉号」「鎌倉あじさい号」などで使用。
- 183系電車：1991年3月16日 - 2002年6月29日
  - 「青梅ライナー」「おはようライナー青梅」「ホームライナー青梅」やホリデー快速などで使用。
- 青梅鉄道1号形電気機関車
- ED16形電気機関車： - 1984年6月19日
- EF64形電気機関車： - 1998年8月22日

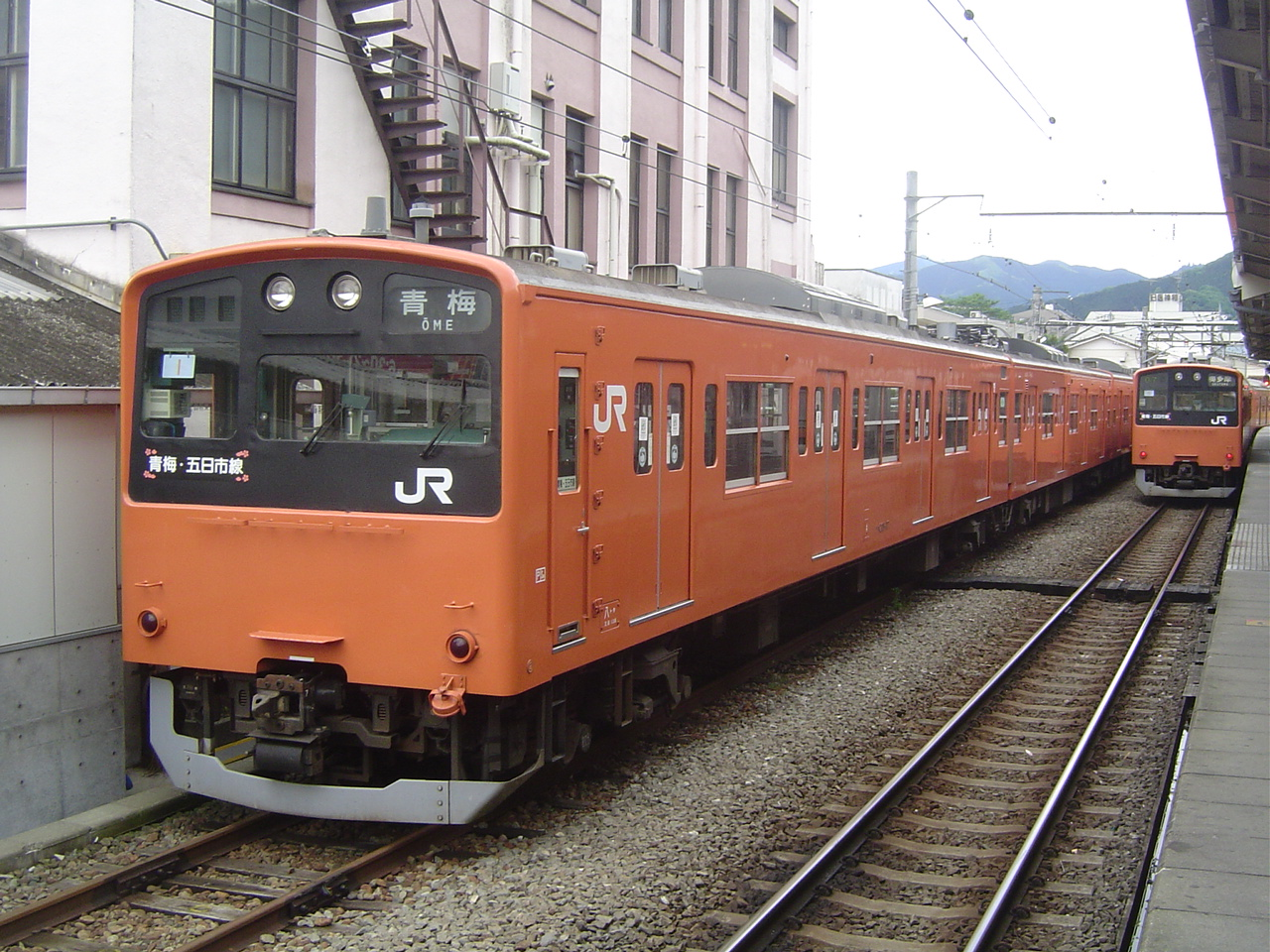
かつて青梅・五日市線で使われた201系（青梅駅）
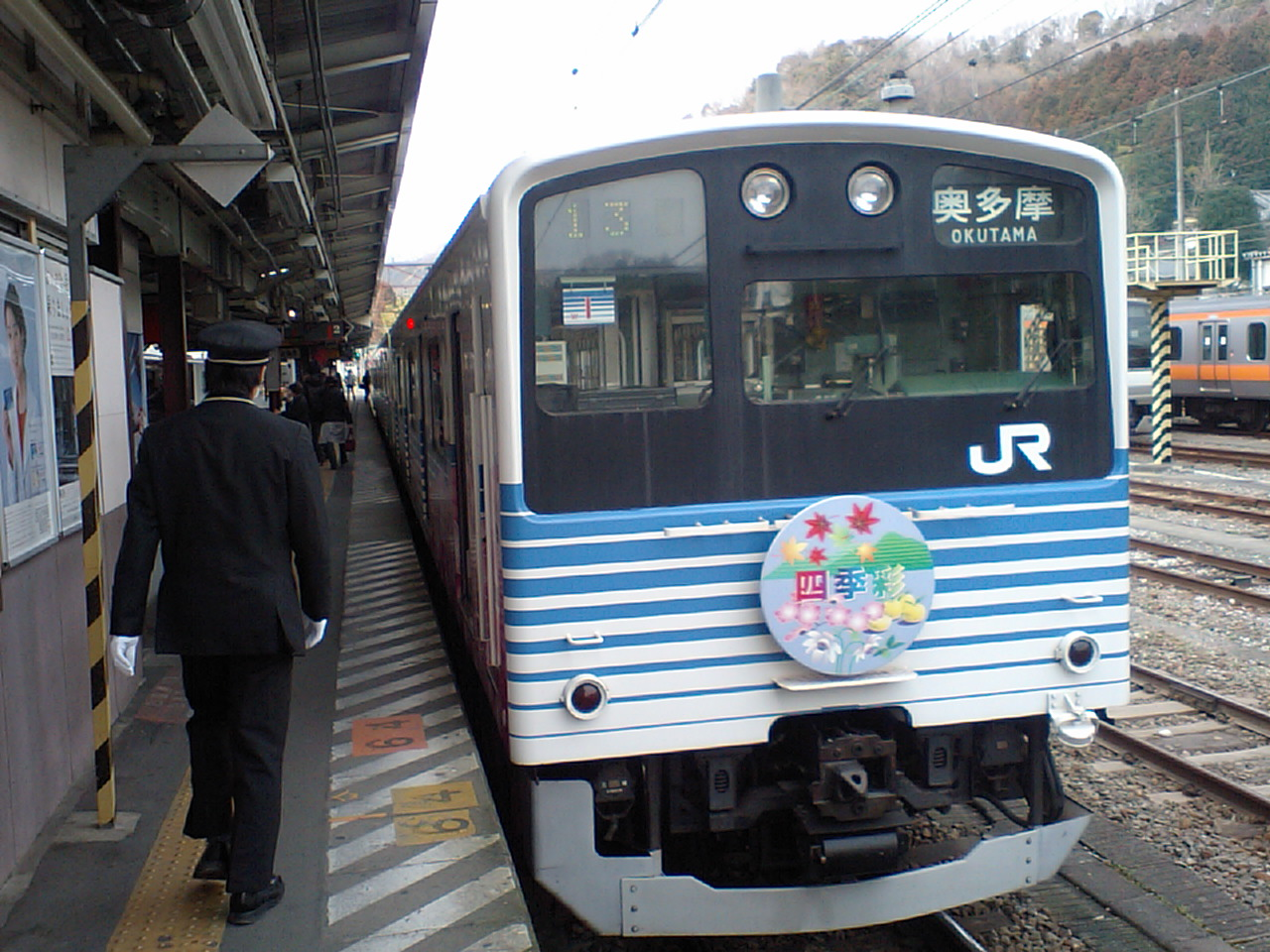
かつて土・休日に、主に青梅駅 - 奥多摩駅間を走った201系展望型電車「四季彩」（青梅駅）
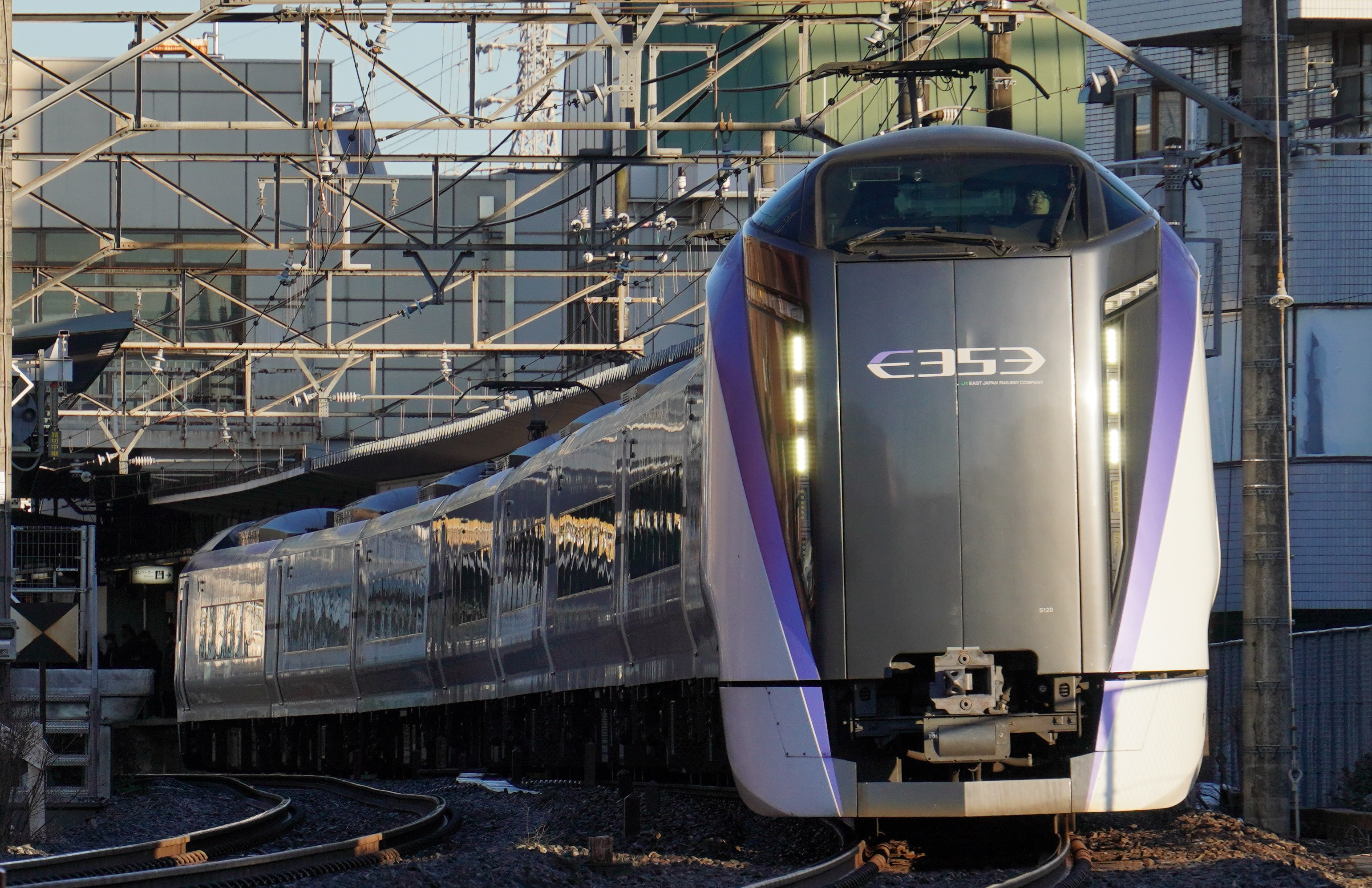
特急「おうめ」のE353系 （2024年3月27日 小作駅）

## 沿線概況
立川市から、昭島市 - 福生市に向かい住宅地の中を走る。駅間が非常に短く、西立川駅 - 東中神駅間は800 m（0.8 km）という短さで、隣の駅のホームが肉眼で視認できるほどである。このような事情もあり、列車はあまり加速をしない。
中央本線（中央線）からの下りおよび南武線からの直通列車と一部列車は、立川駅から西立川駅まで中央線を立体交差で越える「青梅短絡線」と呼ばれる単線の線路を通る。
青梅短絡線を経由する列車は立川駅を出ると、まもなく中央線の線路から分かれ、南武線方面から延びてくる線路と合流し、土手を登り始める。登ると、まもなく右へカーブ、中央線の上を跨ぐ。その先を数百メートル進み、踏切を越えるところに左手に草が生えた空き地のような場所がある。ここは元々、武蔵上ノ原駅があった場所である。現在は廃駅で、プラットホームも撤去されている。その先は完全に住宅地の中に入り、家々のすぐ横を走っていく。さらに行くと、残堀川を渡り、右手に見えてきた青梅線の本線と合流し、西立川駅となる。
西立川駅は国営昭和記念公園の最寄り駅。東中神駅と中神駅の周辺は主に住宅地で、駅前は商店も混在する。昭島駅は昭島市の中心駅であり、郊外型の大型店舗や映画館などが隣接し、買い物客が多い。拝島駅では五日市線、八高線、西武拝島線への乗り換えで多くの乗り降りがある。福生市から羽村市、青梅市にかけて住宅地の中を走るため、特にこの近辺は青梅線内において利用者数の多い駅が集まっている。
2018年3月6日、東京圏主要路線全330駅にホームドアを整備すると発表された。その中には青梅線の立川駅 - 拝島駅間も含まれている。
福生駅は福生市の商業の中心地であり、大型店舗も隣接する。同様に、羽村市の中心駅である羽村駅や、青梅市の中心駅である河辺駅などにも、大型店舗が隣接している。小作駅は工業団地も近いため、利用者数が多い。沿線を通して基本的に住宅地だが、羽村駅から小作駅にかけては畑なども散見される。東青梅駅の手前からは単線となり、青梅駅まで住宅密集地の中をゆっくりと通り抜けて行く。この辺りから、遠くに聳える奥多摩の山並みが進行方向に確認できる。
青梅駅から「東京アドベンチャーライン」の愛称が付けられた区間に入る。次の宮ノ平駅を出ると、トンネルとしては青梅線で最も東側にある日向和田トンネルに入る。御嶽駅を過ぎ奥多摩町に入ると、山並みの中に入り、半径200 m級の急カーブ（制限速度 45 - 50 km/h程度）も非常に多くなる。ローカル色が強くなり、山並みが一望でき、多摩川の渓谷風景も望める。駅周辺の宅地の規模は小さく、各駅の乗車人員は数百人程度である。
E233系の導入を機に、青梅駅 - 奥多摩駅間ではドア扱いは通年で押しボタンによる半自動扱いとなっており、立川駅 - 青梅駅間でも、東日本大震災に伴う福島第一原子力発電所などの停止による電力不足を受け、節電対策及び乗客への配慮として2011年7月下旬より通年半自動扱いとなっている。

## 駅一覧
- ◆：貨物取扱駅（臨時貨物列車発着あり）
- 停車駅
  - 各駅停車・快速・青梅特快…全ての駅に停車
  - ホリデー快速…●印の駅は停車、｜印の駅は通過　詳細は「ホリデー快速おくたま」参照（青梅駅 - 奥多摩駅間は多客期のみに別の列車として運転）
- 線路…||：複線区間、◇・｜：単線区間（◇は列車交換可能）、∨：これより下は単線、∧：終点（交換可能）
- 全駅が東京都内に所在

| 愛称  | 駅番号     | 駅名   | 営業キロ | 営業キロ | ホリデー快速                                                                                        | 接続路線 | 線路              | 所在地 |
| 愛称  | 駅番号     | 駅名   | 駅間     | 累計     | ホリデー快速                                                                                        | 接続路線 | 線路              | 所在地 |
| ----- | ---------- | ------ | -------- | -------- | --------------------------------------------------------------------------------------------------- | --- | ----------------- | ------ |
|       | JC 19      | 立川駅 | -        | 0.0      | ●                                                                                                   | 東日本旅客鉄道： 中央線（東京駅まで直通運転）・ 南武線 (JN 26) 多摩都市モノレール： 多摩都市モノレール線（立川北駅:TT12・立川南駅:TT11） | \|\|              | 立川市 |
| JC 51 | 西立川駅   | 1.9    | 1.9      | ●        | | \|\| |                   | 立川市 |
| JC 52 | 東中神駅   | 0.8    | 2.7      | ｜       | | \|\| | 昭島市            |        |
| JC 53 | 中神駅     | 0.9    | 3.6      | ｜       | | \|\| | 昭島市            |        |
| JC 54 | 昭島駅     | 1.4    | 5.0      | ｜       | | \|\| | 昭島市            |        |
| JC 55 | 拝島駅◆    | 1.9    | 6.9      | ●        | 東日本旅客鉄道： 五日市線（立川方面から武蔵五日市駅まで直通運転）・■八高線 西武鉄道： 拝島線 (SS36) | \|\| | 昭島市            |        |
| JC 56 | 牛浜駅     | 1.7    | 8.6      | ｜       | | \|\| | 福生市            |        |
| JC 57 | 福生駅     | 1.0    | 9.6      | ●        | | \|\| | 福生市            |        |
| JC 58 | 羽村駅     | 2.1    | 11.7     | ｜       | | \|\| | 羽村市            |        |
| JC 59 | 小作駅     | 2.4    | 14.1     | ｜       | | \|\| | 羽村市            |        |
| JC 60 | 河辺駅     | 1.8    | 15.9     | ｜       | | ∨ | 青梅市            |        |
| JC 61 | 東青梅駅   | 1.3    | 17.2     | ｜       | | ｜ | 青梅市            |        |
| JC 62 | 青梅駅     | 1.3    | 18.5     | ●        | | ◇ | 青梅市            |        |
| JC 62 | 青梅駅     | 1.3    | 18.5     | ●        | 東京アドベンチャーライン                                                                            | ◇ | 青梅市            |        |
| JC 63 | 宮ノ平駅   | 2.1    | 20.6     | ｜       | | ◇ | 青梅市            |        |
| JC 64 | 日向和田駅 | 0.8    | 21.4     | ｜       | | ｜ | 青梅市            |        |
| JC 65 | 石神前駅   | 1.0    | 22.4     | ｜       | | ｜ | 青梅市            |        |
| JC 66 | 二俣尾駅   | 1.2    | 23.6     | ｜       | | ◇ | 青梅市            |        |
| JC 67 | 軍畑駅     | 0.9    | 24.5     | ｜       | | ｜ | 青梅市            |        |
| JC 68 | 沢井駅     | 1.4    | 25.9     | ｜       | | ｜ | 青梅市            |        |
| JC 69 | 御嶽駅     | 1.3    | 27.2     | ●        | | ◇ | 青梅市            |        |
| JC 70 | 川井駅     | 2.8    | 30.0     | ｜       | | ｜ | 西多摩郡 奥多摩町 |        |
| JC 71 | 古里駅     | 1.6    | 31.6     | ｜       | | ◇ | 西多摩郡 奥多摩町 |        |
| JC 72 | 鳩ノ巣駅   | 2.2    | 33.8     | ｜       | | ◇ | 西多摩郡 奥多摩町 |        |
| JC 73 | 白丸駅     | 1.4    | 35.2     | ｜       | | ｜ | 西多摩郡 奥多摩町 |        |
| JC 74 | 奥多摩駅   | 2.0    | 37.2     | ●        | | ∧ | 西多摩郡 奥多摩町 |        |

2022年度の時点で、JR東日本自社による乗車人員集計の除外対象となる駅（完全な無人駅）は、宮ノ平駅 - 白丸駅間の各駅である。また、立川駅、拝島駅、青梅駅が直営駅で、その他は業務委託駅である。

### 廃止区間
数字のみの( ) 内は起点からの営業キロ
貨物支線（1935年廃止）
立川駅 (0.0) - 上古新田荷扱所 (1.7)
貨物支線（1944年廃止）
立川駅 - 武蔵上ノ原駅 (0.0) - 西立川駅 (1.2)
- 1940年以降の起点は武蔵上ノ原駅。線路自体は五日市線立川駅 - 武蔵上ノ原駅間とともに渡り線（青梅短絡線）として現存

貨物支線（1959年廃止）
福生駅 (0.0) - 福生河原駅 (1.8)

### 廃止信号場
( ) 内は立川駅起点の営業キロ
- 師岡聯絡所：河辺駅 - 東青梅駅間（約16.7）
- 東川井信号場：御嶽駅 - 川井駅間 (29.6)

## 平均通過人員
各年度の平均通過人員（人/日）は以下のとおりである。
| 年度                   | 平均通過人員（人/日） | 平均通過人員（人/日） | 平均通過人員（人/日） | 平均通過人員（人/日） | 出典   |
| 年度                   | 全線                  | 立川 - 拝島           | 拝島 - 青梅           | 青梅 - 奥多摩         | 出典   |
| ---------------------- | --------------------- | --------------------- | --------------------- | --------------------- | ------ |
| 2011年度（平成23年度） | 63,257                | 192,413               | 81,832                | 4,077                 | [ 40 ] |
| 2012年度（平成24年度） | 63,717                | 193,754               | 82,327                | 4,191                 | [ 40 ] |
| 2013年度（平成25年度） | 64,751                | 196,510               | 83,876                | 4,270                 | [ 40 ] |
| 2014年度（平成26年度） | 63,427                | 192,836               | 82,120                | 4,083                 | [ 40 ] |
| 2015年度（平成27年度） | 64,068                | 194,827               | 82,818                | 4,188                 | [ 40 ] |
| 2016年度（平成28年度） | 63,730                | 194,684               | 82,050                | 4,045                 | [ 41 ] |
| 2017年度（平成29年度） | 63,266                | 193,943               | 81,111                | 3,979                 | [ 41 ] |
| 2018年度（平成30年度） | 63,151                | 194,019               | 80,631                | 4,020                 | [ 41 ] |
| 2019年度（令和元年度） | 61,893                | 190,704               | 79,061                | 3,715                 | [ 41 ] |
| 2020年度（令和02年度） | 46,109                | 140,281               | 59,755                | 2,897                 | [ 41 ] |
| 2021年度（令和03年度） | 48,815                | 148,363               | 63,100                | 3,223                 | [ 42 ] |
| 2022年度（令和04年度） | 52,972                | 162,434               | 67,742                | 3,420                 | [ 42 ] |
| 2023年度（令和05年度） | 55,584                | 171,022               | 70,711                | 3,605                 | [ 43 ] |

## その他
立川駅 - 東中神駅間は、富士見街道踏切、新青梅街道踏切、村山街道踏切などの混雑状況から、連続立体交差事業の「検討促進区間」となっていたが、事業化の採択には至っていない。2023年（令和5年）11月14日、立川市長が会長を務める「三鷹・立川間立体化複々線促進協議会」は、関係機関に対して中央線三鷹駅 - 立川駅間の複々線化と共に、立川駅 - 西立川駅間の三線高架化事業の実現に向けた支援を要望している。
東京都は2015年（平成27年）7月、交通政策審議会答申第198号の検討を行う際に、東青梅駅 - 奥多摩駅間の青梅線複線化の収支採算性と費用便益比（B/C）の分析を行った結果、「累積資金収支黒字転換年が41年以上又は累積資金収支が黒字に転換しない」かつ「B/Cが1.0未満」になったとしている。
中央線三鷹駅 - 立川駅間の複々線化が行われた際に、中央・総武緩行線と相互直通運転を行う構想が存在する（詳細は中央線快速#複々線化を参照）。